# Hoikkasaari (ö i Lappland, Östra Lappland, lat 66,32, long 28,00)
Hoikkasaari är en ö i Finland. Den ligger i sjön Ala-Suolijärvi och Oivanjärvi och i kommunen Posio i den ekonomiska regionen  Östra Lapplands ekonomiska region  och landskapet Lappland, i den norra delen av landet, 700 km norr om huvudstaden Helsingfors. Öns största längd är 200 meter i öst-västlig riktning.